# Abacaria fijiana
Abacaria fijiana är en nattsländeart som först beskrevs av Martin E. Mosely 1934.  Abacaria fijiana ingår i släktet Abacaria och familjen ryssjenattsländor. Inga underarter finns listade i Catalogue of Life.